# Edme-François Gersaint
Edme-François Gersaint (Parigi, 1694 – Parigi, 1750) è stato un mercante d'arte e storico dell'arte francese.
Attivo durante la Régence, Gersaint ebbe ruolo centrale nello sviluppo del mercato dell'arte.

## Biografia
Proveniente da una famiglia di mercanti emigrati dalla Borgogna a Parigi, Gersaint iniziò la lavorare come commerciante nel 1718. In seguito acquistò le merci ed ereditò la clientela, insieme a un modesto capitale, di Antoine Dieu, mercante di quadri presso Au Grand Monarque sul Petit-Pont. Dopo la distruzione del Petit-Pont a causa di un incendio, Gersaint si trasferì sul Pont Notre-Dame.

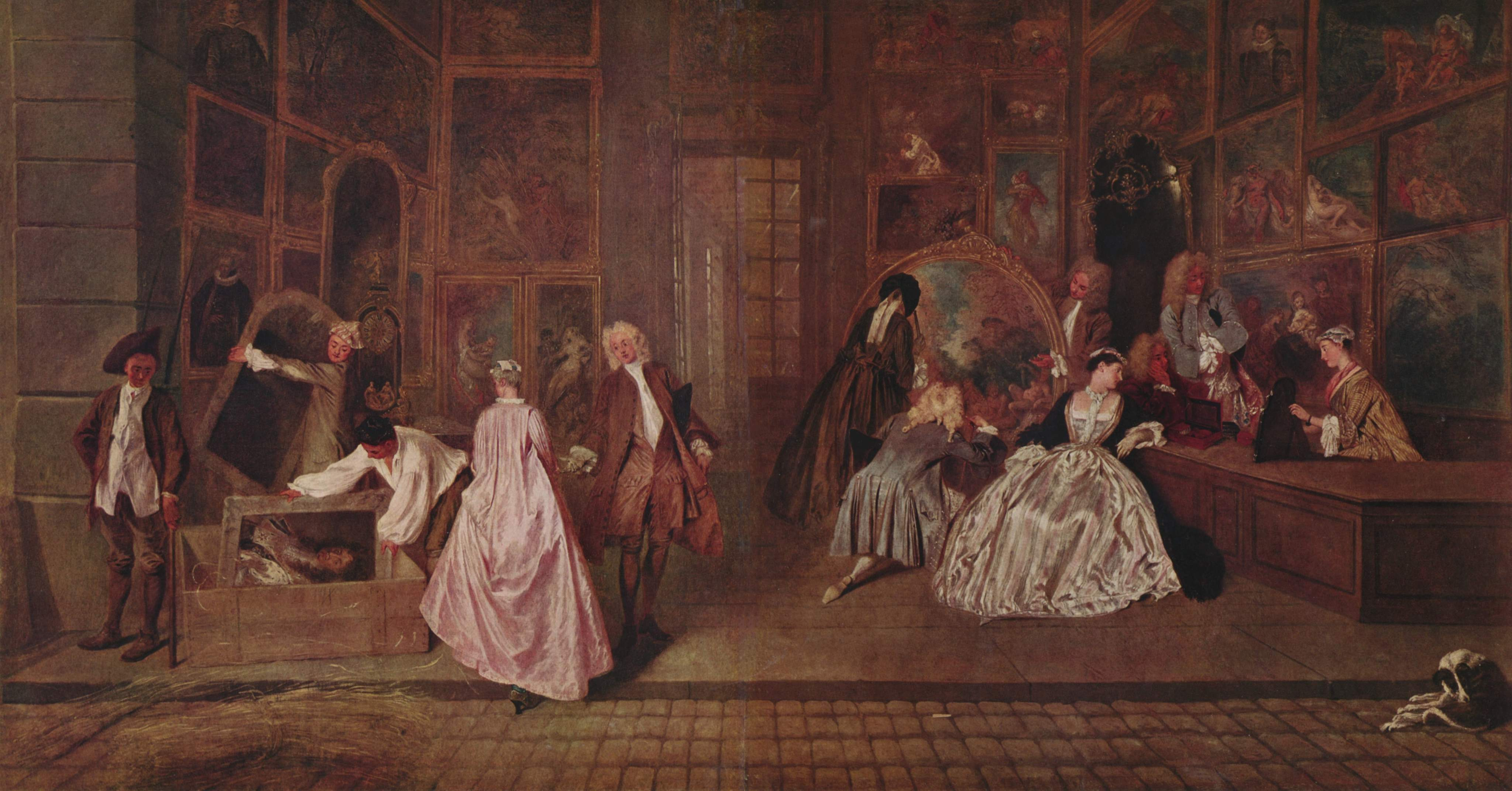
L'insegna di Gersaint dipinta da Antoine Watteau, 1720

Nel piccolo negozio si svolse l'intera carriera di Gersaint, la cui clientela aristocratica richiedeva oggetti d'arte e piccoli beni di lusso. Due inventari delle sue merci, effettuati nel 1725 e nel 1750, rivelarono l'interesse di Gersaint per le novità esotiche, come porcellane e lacche orientali, servizi da tè e da caffè, conchiglie di mari tropicali.
Gersaint coltivò una lunga amicizia con Watteau, il quale pochi mesi prima di morire dipinse in breve tempo l'insegna per il suo negozio, la celebre Enseigne de Gersaint, nell'autunno del 1720. Nata per pubblicizzare l'attività di Gersaint ritraendone il negozio affollato, l'insegna in realtà rese altrettanta pubblicità al proprio autore, se pure rimase esposta soltanto per quindici giorni. L'ultima opera di Watteau venne ammirata da tutta Parigi e in seguito custodita presso il Castello di Charlottenburg.
"La celeberrima insegna del suo negozio dipinta da Watteau è ormai considerata il simbolo dei nuovi destini dell'arte nel XVIII secolo quando un 'pubblico privato' si impose con una committenza alternativa a quella delle istituzioni". Nel Catalogue raisonné des diverses curiosités du cabinet de feu M. Quentin de Lorangère Gersaint sottolineava "come l'appassionato d'arte potesse aspirare ad essere ricevuto da persone di più alto rango e poter così frequentare, grazie al semplice 'discorso sull'arte', un circuito sociale che altrimenti gli sarebbe stato precluso". All'epoca infatti, "le gerarchie sociali, che conservavano codici forse meno rigidi rispetto al secolo precedente ma certamente ben definiti, si sfumano, benché in modo effimero, all'interno di quella 'distinzione intellettuale' dell'uomo di mondo che aveva sostituito i valori delle corti".
Dal 1733 Gersaint aveva iniziato a stilare i cataloghi delle aste parigine, in particolare quelle relative alle collezioni proprio di Quentin de Losangère (2 marzo 1744), di Antoine de Laroque (22 aprile 1745), e del visconte Angran de Fonspertuis (17 dicembre 1747). Gersaint inseriva la biografia degli artisti insieme alle descrizioni dettagliate delle loro opere..
Il Catalogue raisonné de toutes les pièces qui forment l’œuvre de Rembrandt, pubblicato postumo a Parigi nel 1751, fu il primo catalogo ragionato dell'opera grafica di un unico artista, contenente dettagli da conoscitore sull'attribuzione dell'opera di Rembrandt distinta da quella dei suoi allievi..
La prima biografia completa di Gersaint venne pubblicata soltanto nel 2002..

## Opere

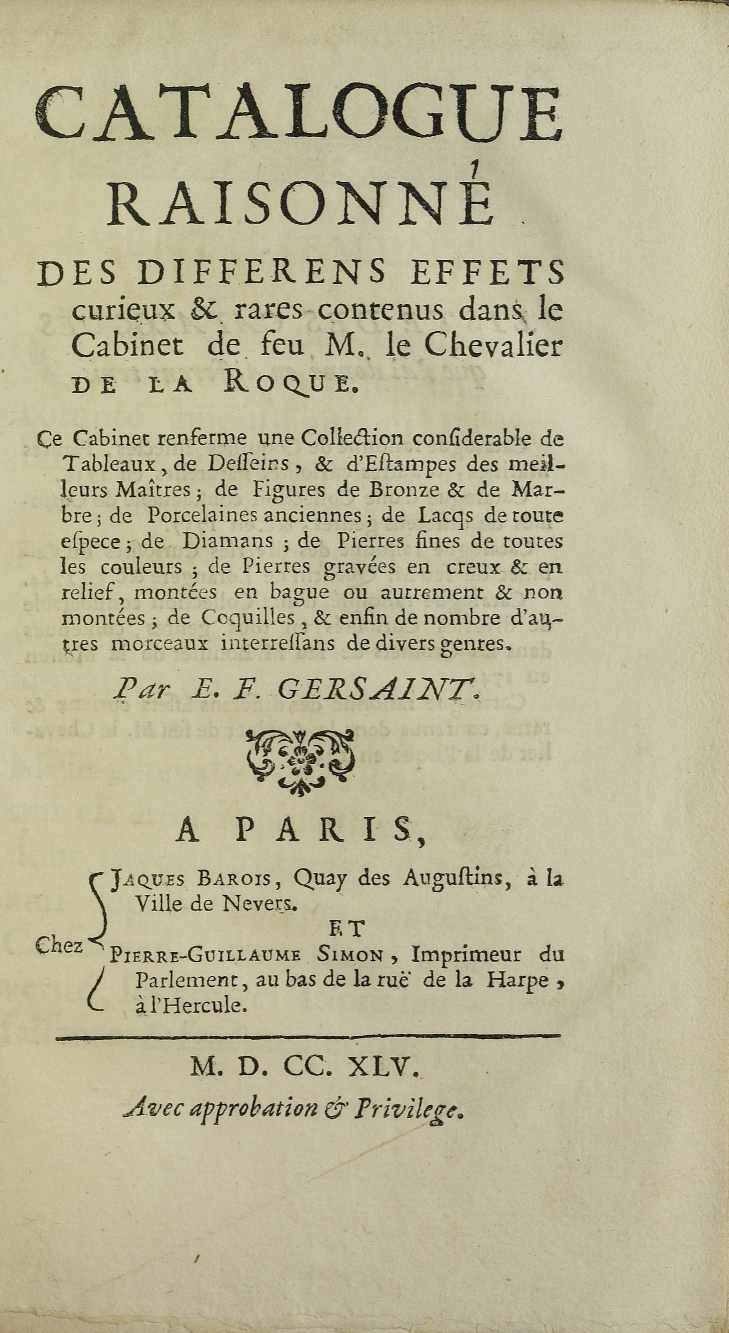
Catalogue raisonné des differens effets curieux & rares contenus dans le cabinet de feu m. le chevalier de La Roque, 1745

- (FR) Catalogue raisonné des differens effets curieux & rares contenus dans le cabinet de feu m. le chevalier de La Roque, Paris, Jacques Barois & Pierre Guillaume Simon, 1745.